# Diaree
Diareea sau scaunul moale reprezintă acea boală ce presupune cel puțin trei mișcări intestinale moi sau lichide în fiecare zi. De obicei, aceasta durează câteva zile și poate duce la deshidratare, din cauza pierderii fluidelor.

## Caracteristici
Semnele deshidratării încep, de obicei, cu pierderea elasticității pielii și schimbările de personalitate. Aceasta poate duce la scăderea fluxului de urinare, decolorarea pielii, bătăi rapide ale inimii și la scăderea reacțiilor pe măsură ce se agravează. Însă, scaunele moi, dar nu lichide, pot fi normale la bebelușii ce sunt alăptați.

## Cauze și diagnostic
Cea mai des întâlnită cauză reprezintă infectarea intestinelor din cauza unui virus, a unei bacterii, a unui parazit sau a unei boli cunoscute sub numele de gastroenterită. Aceste infecții sunt adesea preluate din apa sau mâncarea contaminată de scaun sau direct de la altă persoană infectată. Aceasta poate fi împărțită în trei tipuri: diaree lichidă de scurtă durată, diaree sângerândă de scurtă durată și dacă durează mai mult de două săptămâni, diaree persistentă. Diareea lichidă de scurtă durată poate apărea din cauza unei infecții cu holeră. Dacă prezintă și sânge, aceasta este cunoscută drept dizenterie. Un număr de cauze non-infecțioase ce pot cauza diareea, includ: hipertiroidismul, intoleranța la lactoză, o boală inflamatorie intestinală, anumite medicamente și, printre altele, sindromul colonului iritabil. De cele mai multe ori nu sunt necesare analizele scaunelor pentru a confirma cauza exactă.

## Prevenire și tratament
Prevenția diareei infecțioase este îmbunătățită prin igienizare, consumul de apă potabilă curată și spălarea mâinilor. Alăptatul timp de cel puțin șase luni este, de asemenea, recomandat deoarece reprezintă un o vaccinare împotriva rotavirusului. Soluția pentru rehidratare orală (SRO), compusă din apă curată și cantități modeste de săruri și zahăr reprezintă un tratament la alegere. Tabletele de zinc sunt, de asemenea, recomandate. Se estimează că aceste tratamente au salvat 50 de milioane de copii în ultimii 25 de ani.O pozitie favorabila este ceaa a bebelusului sau de scaun pana trec crampele permanent. Atunci când oamenii prezintă diaree, se recomandă continuarea consumului de alimente sănătoase, iar în cazul bebelușilor, continuarea alăptării. În cazul în care SRO nu sunt disponibile comercial, pot fi utilizate soluții create în casă. La persoanele cu deshidratare severă, ar putea fi necesare fluidele administrate intravenos. Însă, majoritatea cazurilor pot fi gestionate cu succes prin administrare orală a fluidelor. Antibioticele, deși rar folosite, ar putea fi recomandate în câteva cazuri, precum cele în care există diaree cu sânge sau la persoane ce prezintă febră mare, la cei cu diaree în urma unei călătorii și celor în ale căror scaune cresc anumite bacterii și paraziți. Loperamidul ar putea ajuta la scăderea tranzitului intestinal, dar nu este recomandat persoanelor cu diaree severă.

## Epidemiologie și prognoză
Aproximativ 1,7 din 5 miliarde de cazuri de diaree apar în fiecare an. Aceasta este mai frecventă în țările în curs de dezvoltare, unde copii au diaree în medie de cel puțin trei ori pe an. La nivel mondial, începând din 2012, a fost declarată a doua cea mai comună cauză de deces în rândul copiilor, la cei cu o vârstă sub de cinci ani (0.76 milioane sau 11%). De asemenea, episoadele frecvente de diaree reprezintă o cauză comună de malnutriție și cea mai uzuală cauză la persoanele sub cinci ani. Alte probleme pe termen lung ce pot rezulta din aceasta includ dezvoltarea slabă pe plan fizic și intelectual.